# José Vildoza
José Ignacio Vildoza (Córdoba, Argentina, 15 de enero de 1996) es un baloncestista argentino que pertenece a la plantilla del Girona de la Liga ACB. Con 1,91 metros de altura, juega en la posición de base.

## Trayectoria

### Libertad
José Vildoza se incorporó a Libertad de Sunchales en 2011, proveniente del Club Maipú de Córdoba, tras destacarse en el Campeonato Argentino U17 con la selección de su provincia, donde fue elegido Jugador Más Valioso.Luego de ese torneo, fue contactado por el exjugador y convertido en representante Luis Emilio Villar, quien se interesó en sumarlo a su equipo de trabajo. Según el propio Vildoza, la primera vez que se vieron en persona fue cuando el agente viajó a Córdoba para conocerlo y, en tono distendido, le propuso jugar un uno contra uno en una cancha de barrio. Vildoza aceptó el desafío y terminó ganándole el partido informal.
Tras ese primer encuentro, Villar lo acompañó en el inicio de su carrera profesional, y fue quien le consiguió una prueba en Libertad de Sunchales. El club lo incorporó a su programa juvenil ese mismo año.
Debutó en la Liga Nacional de Básquet el 14 de septiembre de 2012, con apenas 16 años, bajo la dirección técnica de Javier Bianchelli.
Durante su estadía en el club, atravesó diversas etapas de crecimiento profesional y personal. En varias entrevistas posteriores, Vildoza relató que en marzo de 2015 pensó en abandonar Libertad debido a las dificultades de adaptación, pero no pudo hacerlo porque no había disponibilidad de ómnibus para regresar a su ciudad.
En su paso por el club santafesino, Vildoza disputó seis temporadas consecutivas (2012–2017), consolidándose progresivamente como una de las principales promesas del básquet argentino. En la temporada 2016-17 fue distinguido como el Mejor Sexto Hombre de la Liga Nacional, con promedios de 16,2 puntos, 3,1 asistencias y 3 rebotes por encuentro, participando en los 56 partidos de la fase regular.
En julio de 2017, y tras la venta de la plaza de Libertad en la máxima categoría por motivos económicos, Vildoza dejó el club y firmó contrato con San Lorenzo de Almagro.En su despedida, expresó su gratitud hacia la institución por haberlo formado tanto deportiva como personalmente.

### Trotamundos
En junio de 2017, fue contratado por Trotamundos de Carabobo, equipo perteneciente a la Liga Profesional de Baloncesto de Venezuela, para reforzar su plantel de cara a los playoffs de la temporada. Proveniente de Libertad de Sunchales, donde había sido elegido Mejor Sexto Hombre de la Liga Nacional de Básquet de Argentina, Vildoza se sumó al equipo dirigido por el entrenador argentino Rubén Magnano.
Su llegada tuvo como objetivo fortalecer la conducción del equipo y aportar desequilibrio ofensivo desde la posición de base. El anuncio oficial de su incorporación se realizó el 5 de junio de 2017, y debutó en el tercer juego de las semifinales de conferencia ante Guaros de Lara.Disputó un total de dos partidos oficiales en la serie, en los que promedió 3,5 puntos, 2,5 rebotes y 1,5 asistencias. La serie culminó con la eliminación de Trotamundos por 4-1. Tras su breve estadía en el equipo venezolano, regresó a Libertad de Sunchales.

### San Lorenzo
José Vildoza llegó a San Lorenzo a mediados de julio de 2017. Su incorporación se produjo en el marco del proyecto deportivo del club que dominaba el básquetbol argentino y sudamericano durante esa etapa.Se estrenó con el equipo en la gira que los porteños realizaron por España, consiguiendo triunfos ante el Real Madrid y Barcelona.
Formó parte del plantel que obtuvo tres títulos de la Liga Nacional de Básquet en las temporadas 2017-18,2018-19y 2020-21.En esta última consagración, fue elegido como el MVP de las Finales, tras su destacada actuación frente a Quimsa.
También fue bicampeón de la Liga de las Américas en 2018 y 2019,y conquistó el Torneo Súper 20 2019,así como la Supercopa en las ediciones de 2017 y 2018.
A nivel internacional, fue parte del equipo que logró la medalla de bronce en la Copa Intercontinental FIBA en las ediciones disputadas en 2019 y 2020.Su rendimiento en el club le valió reconocimiento nacional y lo consolidó como uno de los bases más destacados del país.

### Cibona Zagreb
El 4 de junio de 2021, José Vildoza fue presentado oficialmente como nuevo jugador del Cibona Zagreb, uno de los clubes más importantes de Croacia, que compite en la Liga Croata de Baloncesto (Premijer Liga) y en la Liga Adriática (ABA League). Firmó un contrato por dos temporadas (1+1) bajo la conducción del entrenador Vladimir Jovanović.
Durante la temporada 2021-22, Vildoza disputó 20 partidos en la Liga Adriática, donde promedió 9,4 puntos, 3,7 asistencias y 2,6 rebotes en 24,6 minutos por juego, con porcentajes de tiro del 39,7 % en campo, 37,9 % en triples y 88,2 % desde la línea de tiros libres. Tuvo actuaciones destacadas, como en la victoria ante SC Derby del 29 de enero de 2022, en la que fue goleador del encuentro con 18 puntos y 6 asistencias.
El 20 de febrero de 2022, se consagró campeón de la Krešimir Ćosić Cup, tras la victoria de Cibona sobre Cedevita Junior por 67-65.En la final, Vildoza aportó 12 puntos (con 3/5 en triples), 2 rebotes, 1 asistencia y 1 robo.Meses más tarde, el 10 de junio, conquistó la Liga Croata al vencer en la serie final a Zadar por 3-2, aunque no pudo disputar el quinto partido por una lesión.

### Flamengo
En julio de 2022, José Vildoza fue anunciado como nuevo refuerzo del Flamengo.El base argentino firmó su llegada con el objetivo de reforzar la conducción del equipo en la Novo Basquete Brasil (NBB) y en la Basketball Champions League Americas, ocupando el lugar que había dejado vacante su compatriota Franco Balbi.
Debutó oficialmente el 16 de octubre de 2022 en una victoria ante Minas Tênis Clube, en la que registró 19 puntos, 9 asistencias, 2 robos y 1 rebote en 34 minutos de juego, demostrando una rápida adaptación al equipo y a la liga.A lo largo de la temporada 2022–23, Vildoza se consolidó como uno de los jugadores más regulares del conjunto carioca, promediando 10,8 puntos, 3 asistencias y 4 rebotes por partido entre la NBB y la BCL Americas.
El 14 de enero de 2023 fue una de las figuras destacadas en los cuartos de final del Torneo Súper 8, con una actuación de 26 puntos, 8 rebotes y 5 asistencias ante Paulistano.Sin embargo, Flamengo no logró conquistar títulos durante la temporada, siendo subcampeón de la Basketball Champions League Americas 2022-23 tras caer ante Sesi Francay posteriormente fue eliminado en semifinales del torneo nacional.

### Boca Juniors
Luego de haber sido sondeado por el Baskonia de la Liga ACB y Hebraica y Macabi de la Liga Uruguaya,se confirmó la llegada a Boca Juniors el 19 de julio de 2023, en reemplazo del base Franco Balbi, para disputar la Liga Nacional de Básquet 2023-24 y la Basketball Champions League Americas 2023-24.
Durante la temporada, se consolidó rápidamente como uno de los líderes del equipo y pieza clave en el armado ofensivo bajo la dirección técnica de Carlos Duro.
Durante los playoffs, Boca eliminó en cuartos de final a San Lorenzo,superó en semifinales al primer clasificado, Quimsa de Santiago del Estero,y en la final venció a Instituto de Córdoba por 4-2.De esta manera, el equipo se consagró campeón de la Liga Nacional por cuarta vez en su historia.
En el sexto partido de la final, disputado en el Estadio Ángel Sandrín de Córdoba, Vildoza fue determinante con 19 puntos, conducción y liderazgo en los momentos clave. Por su rendimiento a lo largo de la serie, fue elegido como el MVP de las Finales con 15.9 puntos, 4.8 rebotes y 3.8 asistencias.
Finalizó la temporada con promedios de 16,3 puntos, 4,7 rebotes y 3,6 asistencias en 38 partidos oficiales, siendo uno de los mejores jugadores del certamen.
En agosto de 2024, confirmó su continuidad en el club por dos temporadas más, a pesar de recibir ofertas del exterior, incluyendo propuestas de España, Grecia y Polonia.
El 18 de enero de 2025 se consagró campeón de la Supercopa de La Liga 2024 tras vencer a Quimsa por 90-75, convirtiendo 24 puntos y 4 rebotes.
En marzo de 2025 obtuvo el título de la Copa Súper 20 2025 al vencer en semifinales a Obras 91-82 (luego de un tiempo extra después de empatar 72 a 72 en los 40 minutos), en la final venció a Instituto por 71 a 65.Promedió 15.5 puntos, 3 rebotes y 3.5 asistencias.
El 20 de julio de 2025 se proclama como bicampeón de la temporada 2024-25 en una serie que se extendió a siete partidos.
Durante la fase regular disputó 36 encuentros, con promedios de 13,9 puntos, 4,7 rebotes y 3,7 asistencias por partido, en aproximadamente 29 minutos en cancha. Su rendimiento le valió múltiples distinciones: fue elegido Jugador MVP de la temporada, Mejor nacional y base titular del Quinteto Ideal de la competencia.
En los playoffs mantuvo su alto nivel, siendo nuevamente elegido MVP de las Finales, tal como había ocurrido en la temporada anterior.En la serie definitoria ante Instituto promedió 14,6 puntos, 5,1 rebotes, 3,6 asistencias y 1.1 recuperos, con una valoración media de 14,1 por partido, sumando un total de 102 puntos (14,6 de promedio) en los siete juegos de la final.
El 1 de agosto de 2025, José Vildoza anunció oficialmente su salida de Boca Juniors con el objetivo de continuar su carrera en la Liga ACB de España. Durante su etapa en el conjunto xeneize, disputó un total de 123 partidos oficiales, en los que acumuló 1859 puntos, 563 rebotes y 454 asistencias, con promedios generales de 15,1 puntos, 4,6 rebotes y 3,7 asistencias por encuentro. Su paso por el club incluyó la obtención de cuatro títulos y el reconocimiento con seis premios individuales.

### Girona
El 4 de agosto de 2025 fue anunciado como nuevo jugador del Girona de la Liga ACB, incorporándose al equipo para disputar la temporada 2025–26 del campeonato español.

## Selección nacional
Vildoza fue parte de la camada de jóvenes prospectos argentinos que integró las selecciones juveniles entre 2011 y 2015, por lo que disputó el Campeonato Sudamericano de Baloncesto Sub-15 de 2011 y el Campeonato Sudamericano de Baloncesto Sub-17 de 2013 (torneos en los que fue escogido como MVP), el Campeonato FIBA Américas Sub-18 de 2014 y el Campeonato Mundial de Baloncesto Sub-19 de 2015. Asimismo integró el combinado nacional que obtuvo la medalla de bronce en el torneo de baloncesto 3x3 de los Juegos Olímpicos de la Juventud Nankín 2014.
En julio de 2016, fue convocado por el entrenador Silvio Santander para integrar el seleccionado argentino que disputó la Copa Stanković en China.El equipo estuvo conformado mayoritariamente por jugadores jóvenes del ámbito local, en una versión alternativa de la selección mayor. Argentina alcanzó la final del certamen y finalizó en el segundo puesto tras caer ante Francia por 70-57.
Debutó oficialmente con la selección mayor el 20 de febrero de 2020, y desde entonces fue parte de varias convocatorias bajo la conducción técnica de Pablo Prigioni. Participó del Campeonato FIBA AmeriCup 2022 disputado en Brasil, donde Argentina se consagró campeona al derrotar al combinado brasileño en la final.En dicho certamen disputó cinco partidos con promedios de 2.2 puntos, 0.8 rebotes y 1.4 asistencias por encuentro.
Tuvo una participación destacada en las ventanas FIBA clasificatorias para el AmeriCup 2022 y 2025. En la primera acumuló promedios de 9.0 puntos, 3.5 rebotes y 3.0 asistencias en seis partidos. En la clasificación al torneo continental de 2025 elevó sus registros a 12.8 puntos, 2.8 rebotes, 2.5 asistencias y 2,5 robos en cuatro encuentros, consolidándose como una de las principales opciones en la posición de base.

## Estilo de juego
Vildoza se desempeña principalmente como base, aunque también puede ocupar la posición de escolta gracias a su versatilidad ofensiva. Su estilo de juego se caracteriza por una destacada capacidad de conducción, visión de campo y lectura táctica, lo que le permite organizar los ataques y liderar la ofensiva de su equipo con eficacia.
Es un jugador hábil en el manejo del balón, especialmente en situaciones de pick and roll, donde suele generar ventajas tanto para asistir como para anotar. Posee un buen tiro exterior, siendo una amenaza desde el perímetro en situaciones de lanzamiento estático o en movimiento. Además, cuenta con recursos para el uno contra uno y la penetración, lo que le permite romper defensas y finalizar cerca del aro.
A lo largo de su carrera ha demostrado ser un anotador confiable en momentos determinantes, asumiendo roles de liderazgo ofensivo. En defensa, muestra intensidad en la primera línea y compromiso táctico, participando activamente en la presión sobre el base rival y en la recuperación del balón.

## Estadísticas
|  | Denota temporadas en las que fue campeón |
|  | Líder de la liga                         |

### Clubes
| Equipo              | Temporada/ Torneo   | PJ  | Pts  | Min   | Dobles | Dobles | Triples | Triples | Libres | Libres | Rebotes | Rebotes | As   |
| Equipo              | Temporada/ Torneo   | PJ  | Pts  | Min   | C      | L      | C       | L       | C      | L      | Def     | Of      | As   |
| ------------------- | ------------------- | --- | ---- | ----- | ------ | ------ | ------- | ------- | ------ | ------ | ------- | ------- | ---- |
| Libertad            | LNB 2012-13         | 19  | 21   | 100   | 5      | 16     | 1       | 7       | 8      | 14     | 18      | 3       | 3    |
| Libertad            | TS8 2013            | 1   | 0    | 13    | 0      | 1      | 0       | 1       | 0      | 0      | 1       | 0       | 4    |
| Libertad            | LNB 2013-14         | 40  | 118  | 448   | 30     | 59     | 11      | 35      | 25     | 33     | 45      | 13      | 49   |
| Libertad            | LSC 2014            | 3   | 12   | 37    | 3      | 4      | 2       | 5       | 0      | 0      | 2       | 0       | 4    |
| Libertad            | LNB 2014-15         | 46  | 185  | 597   | 37     | 104    | 26      | 82      | 33     | 51     | 52      | 10      | 39   |
| Libertad            | TS4 2015            | 1   | 8    | 20    | 0      | 1      | 2       | 4       | 2      | 2      | 1       | 0       | 0    |
| Libertad            | LNB 2015-16         | 65  | 609  | 1374  | 126    | 275    | 83      | 250     | 108    | 136    | 135     | 28      | 91   |
| Libertad            | LNB 2016-17         | 58  | 937  | 1618  | 204    | 445    | 119     | 354     | 172    | 222    | 146     | 27      | 177  |
| Libertad            | Total               | 233 | 1890 | 4207  | 405    | 905    | 244     | 738     | 348    | 458    | 400     | 81      | 367  |
| Trotamundos         | LPB 2017            | 2   | 7    | 29    | 1      | 5      | 1       | 4       | 2      | 2      | 3       | 2       | 3    |
| Trotamundos         | Total               | 2   | 7    | 29    | 1      | 5      | 1       | 4       | 2      | 2      | 3       | 2       | 3    |
| San Lorenzo         | TS20 2017           | 10  | 51   | 148   | 9      | 24     | 8       | 26      | 9      | 11     | 12      | 1       | 10   |
| San Lorenzo         | S2017               | 1   | 11   | 40    | 2      | 4      | 2       | 7       | 1      | 2      | 4       | 0       | 4    |
| San Lorenzo         | LNB 2017-18         | 56  | 339  | 1089  | 60     | 123    | 64      | 169     | 27     | 39     | 93      | 12      | 111  |
| San Lorenzo         | LDA 2018            | 8   | 49   | 99    | 10     | 12     | 8       | 19      | 5      | 6      | 7       | 1       | 19   |
| San Lorenzo         | TS20 2018           | 14  | 82   | 223   | 10     | 30     | 18      | 44      | 8      | 14     | 14      | 1       | 22   |
| San Lorenzo         | S2018               | 1   | 6    | 9     | 0      | 0      | 2       | 3       | 0      | 0      | 2       | 0       | 0    |
| San Lorenzo         | LNB 2018-19         | 54  | 529  | 1264  | 109    | 229    | 86      | 244     | 53     | 78     | 128     | 20      | 138  |
| San Lorenzo         | LDA 2019            | 8   | 71   | 156   | 14     | 28     | 14      | 34      | 1      | 4      | 14      | 4       | 20   |
| San Lorenzo         | TS20 2019           | 11  | 112  | 260   | 26     | 50     | 17      | 46      | 9      | 14     | 34      | 3       | 34   |
| San Lorenzo         | LNB 2019-20         | 20  | 164  | 406   | 41     | 75     | 19      | 77      | 25     | 28     | 37      | 3       | 55   |
| San Lorenzo         | BCLA 2019-20        | 9   | 79   | 190   | 19     | 38     | 12      | 36      | 5      | 10     | 27      | 2       | 25   |
| San Lorenzo         | LNB 2020-21         | 42  | 625  | 1316  | 137    | 274    | 86      | 243     | 93     | 118    | 113     | 21      | 177  |
| San Lorenzo         | BCLA 2021           | 5   | 93   | 170   | 14     | 35     | 18      | 41      | 11     | 13     | 10      | 3       | 28   |
| San Lorenzo         | Total               | 239 | 2211 | 5370  | 451    | 922    | 354     | 989     | 247    | 337    | 495     | 71      | 643  |
| Cibona Zagreb       | KKC 2021-22         | 3   | 34   | 52    | 3      | 6      | 7       | 12      | 7      | 8      | 7       | 0       | 11   |
| Cibona Zagreb       | ADR 2021-22         | 20  | 187  | 504   | 29     | 69     | 33      | 87      | 30     | 34     | 45      | 7       | 73   |
| Cibona Zagreb       | CRO 2021-22         | 31  | 210  | 631   | 24     | 64     | 44      | 115     | 30     | 40     | 51      | 7       | 97   |
| Cibona Zagreb       | Total               | 54  | 431  | 1187  | 56     | 139    | 84      | 214     | 67     | 82     | 103     | 14      | 181  |
| Flamengo            | BCLA 2022-23        | 10  | 108  | 248   | 16     | 29     | 21      | 60      | 13     | 21     | 36      | 4       | 30   |
| Flamengo            | CS8 2022-23         | 3   | 57   | 96    | 12     | 24     | 9       | 17      | 6      | 9      | 22      | 1       | 13   |
| Flamengo            | NBB 2022-23         | 33  | 305  | 754   | 47     | 103    | 56      | 168     | 43     | 51     | 74      | 11      | 98   |
| Flamengo            | Total               | 46  | 470  | 1098  | 75     | 156    | 86      | 245     | 62     | 81     | 132     | 15      | 141  |
| Boca Juniors        | BCLA 2023-24        | 6   | 82   | 193   | 23     | 40     | 9       | 31      | 9      | 10     | 18      | 4       | 34   |
| Boca Juniors        | LNB 2023-24         | 53  | 854  | 1673  | 187    | 329    | 121     | 330     | 117    | 150    | 212     | 39      | 180  |
| Boca Juniors        | S2024               | 1   | 24   | 35    | 3      | 7      | 4       | 11      | 6      | 8      | 3       | 1       | 0    |
| Boca Juniors        | CS20 2025           | 2   | 31   | 70    | 5      | 11     | 4       | 15      | 9      | 10     | 6       | 0       | 7    |
| Boca Juniors        | BCLA 2024-25        | 10  | 123  | 290   | 20     | 47     | 23      | 62      | 14     | 17     | 31      | 1       | 46   |
| Boca Juniors        | LNB 2024-25         | 51  | 745  | 1572  | 134    | 276    | 118     | 342     | 123    | 144    | 232     | 16      | 187  |
| Boca Juniors        | Total               | 123 | 1859 | 3833  | 372    | 710    | 279     | 791     | 278    | 339    | 502     | 61      | 454  |
| Total en su carrera | Total en su carrera | 697 | 6868 | 15724 | 1360   | 2837   | 1048    | 2981    | 1004   | 1299   | 1635    | 244     | 1789 |

### Selección nacional
| Equipo    | Torneo                             | PJ | Pts | Min | Dobles | Dobles | Triples | Triples | Libres | Libres | Rebotes | Rebotes | As |
| Equipo    | Torneo                             | PJ | Pts | Min | C      | L      | C       | L       | C      | L      | Def     | Of      | As |
| --------- | ---------------------------------- | -- | --- | --- | ------ | ------ | ------- | ------- | ------ | ------ | ------- | ------- | -- |
| Argentina | Clasificatorios FIBA AmeriCup 2022 | 6  | 54  | 157 | 13     | 26     | 8       | 25      | 4      | 4      | 21      | 0       | 18 |
| Argentina | FIBA AmeriCup 2022                 | 5  | 11  | 46  | 0      | 1      | 2       | 10      | 5      | 6      | 4       | 0       | 7  |
| Argentina | Clasificatorios Mundial 2023       | 7  | 39  | 126 | 7      | 15     | 6       | 21      | 7      | 8      | 14      | 2       | 13 |
| Argentina | Clasificatorios FIBA AmeriCup 2025 | 4  | 51  | 116 | 12     | 19     | 7       | 25      | 6      | 6      | 7       | 4       | 9  |
| Argentina | Total                              | 22 | 155 | 445 | 32     | 61     | 23      | 81      | 22     | 24     | 46      | 6       | 47 |

## Logros y reconocimientos

#### Clubes
| Título                   | Club          | País      | Temp.   |
| ------------------------ | ------------- | --------- | ------- |
| Supercopa de La Liga     | San Lorenzo   | Argentina | 2017    |
| Liga de las Américas     | San Lorenzo   | Argentina | 2018    |
| Liga Nacional de Básquet | San Lorenzo   | Argentina | 2017-18 |
| Supercopa de La Liga     | San Lorenzo   | Argentina | 2018    |
| Liga de las Américas     | San Lorenzo   | Argentina | 2019    |
| Liga Nacional de Básquet | San Lorenzo   | Argentina | 2018-19 |
| Torneo Súper 20          | San Lorenzo   | Argentina | 2019    |
| Liga Nacional de Básquet | San Lorenzo   | Argentina | 2020-21 |
| Kup Krešimir Ćosić       | Cibona Zagreb | Croacia   | 2021-22 |
| HT Premijer liga         | Cibona Zagreb | Croacia   | 2021-22 |
| Liga Nacional de Básquet | Boca Juniors  | Argentina | 2023-24 |
| Supercopa de La Liga     | Boca Juniors  | Argentina | 2024    |
| Copa Súper 20            | Boca Juniors  | Argentina | 2025    |
| Liga Nacional de Básquet | Boca Juniors  | Argentina | 2024-25 |

#### Seleccionado nacional
| Equipo    | Certamen              |
| --------- | --------------------- |
| Argentina | FIBA AmeriCup de 2022 |

### Individual
- Actualizado hasta el 20 de julio de 2025.

| Título                 | Club                   | País      | Temp.   |
| ---------------------- | ---------------------- | --------- | ------- |
| Mejor Sexto Hombre     | Libertad de Sunchales  | Argentina | 2016-17 |
| Juego de las Estrellas | Libertad de Sunchales  | Argentina | 2017    |
| Juego de las Estrellas | San Lorenzo de Almagro | Argentina | 2018    |
| Mejor U-23             | San Lorenzo de Almagro | Argentina | 2018-19 |
| Juego de las Estrellas | San Lorenzo de Almagro | Argentina | 2019    |
| Mejor sexto hombre     | San Lorenzo de Almagro | Argentina | 2019-20 |
| MVP de las Finales     | San Lorenzo de Almagro | Argentina | 2020-21 |
| Quinteto ideal         | Boca Juniors           | Argentina | 2023-24 |
| MVP de las Finales     | Boca Juniors           | Argentina | 2023-24 |
| MVP de la temporada    | Boca Juniors           | Argentina | 2024-25 |
| Quinteto ideal         | Boca Juniors           | Argentina | 2024-25 |
| Mejor nacional         | Boca Juniors           | Argentina | 2024-25 |
| MVP de las Finales     | Boca Juniors           | Argentina | 2024-25 |